# Ōgawara
Ōgawara (jap. 大河原町 Ōgawara-machi) – miasto w Japonii, na wyspie Honsiu, w prefekturze Miyagi. Według danych na rok 2020 miejscowość zamieszkiwało 23 571 mieszkańców , a gęstość zaludnienia wyniosła 943,2 os./km².